# 0321

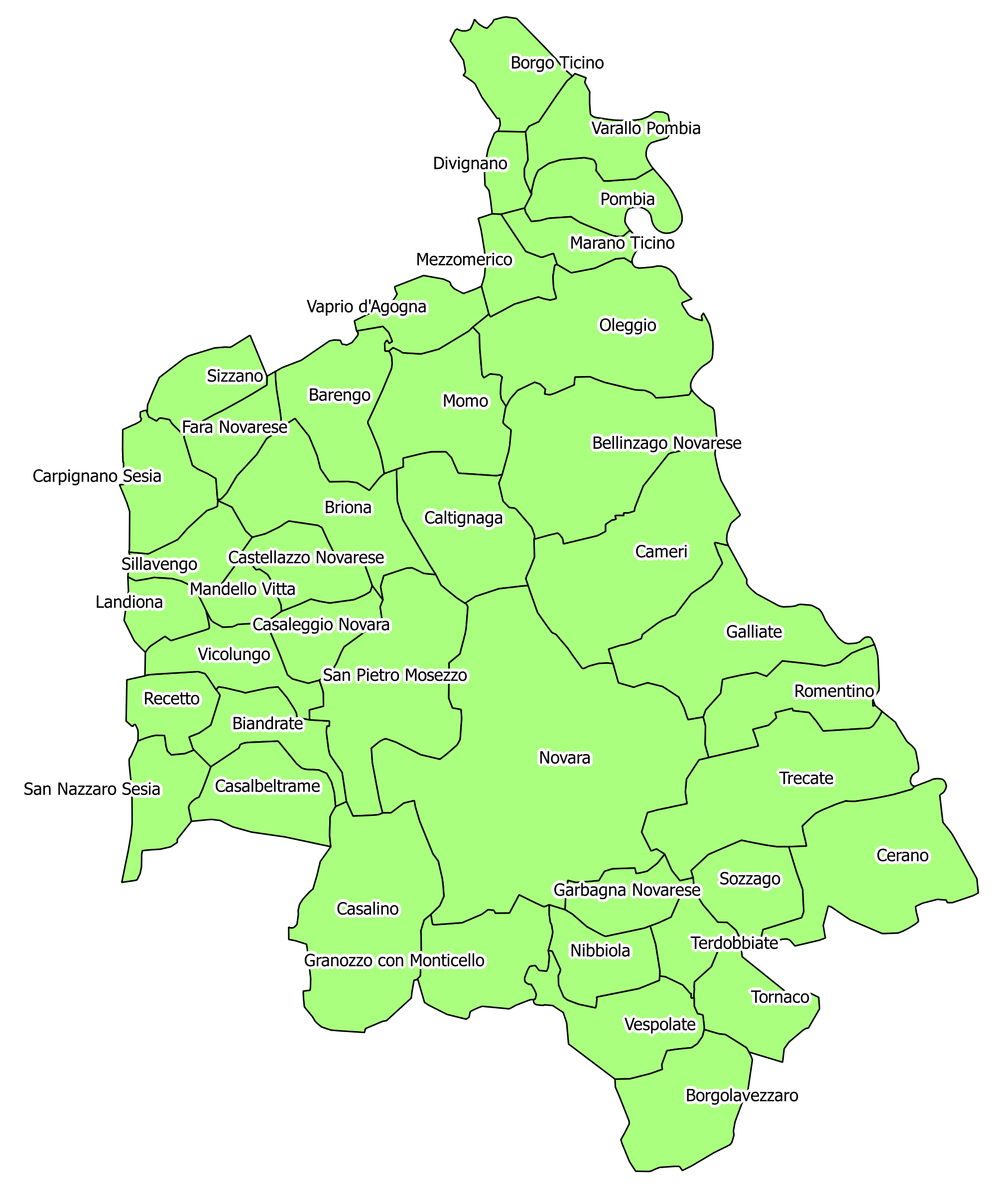
Distretto telefonico di Novara

0321 è il prefisso telefonico del distretto di Novara, appartenente al compartimento di Milano.
Il distretto comprende la parte meridionale della provincia di Novara. Confina con i distretti di Arona (0322) a nord, di Busto Arsizio (0331) e di Milano (02) a est, di Vigevano (0381) e di Mortara (0384) a sud, di Vercelli (0161) a ovest e di Borgosesia (0163) a nord-ovest.

## Aree locali e comuni
Il distretto di Novara comprende 42 comuni compresi nelle 3 aree locali di Novara (ex settori di Biandrate e Novara), Oleggio e Trecate (ex settori di Galliate, Trecate e Vespolate). I comuni compresi nel distretto sono: Barengo, Bellinzago Novarese, Biandrate, Borgo Ticino, Borgolavezzaro, Briona, Caltignaga, Cameri, Carpignano Sesia, Casalbeltrame, Casaleggio Novara, Casalino, Castellazzo Novarese, Cerano, Divignano, Fara Novarese, Galliate, Garbagna Novarese, Granozzo con Monticello, Landiona, Mandello Vitta, Marano Ticino, Mezzomerico, Momo, Nibbiola, Novara, Oleggio, Pombia, Recetto, Romentino, San Nazzaro Sesia, San Pietro Mosezzo, Sillavengo, Sizzano, Sozzago, Terdobbiate, Tornaco, Trecate, Vaprio d'Agogna, Varallo Pombia, Vespolate e Vicolungo.